# Johnnier Montaño
Johnnier Montaño Caicedo (Cali, Valle del Cauca, Colombia, 14 de enero de 1983) es un exfutbolista colombiano. Jugaba como mediocentro ofensivo y su último club fue el Sport Chavelines.

## Legado deportivo
Su hermano Victor Hugo Montaño también fue futbolista.
Su hijo Jhonnier Esteban Montaño debutó profesionalmente al servicio del Deportivo Municipal en el año 2021.

## Trayectoria

### América
Comenzó jugando en el América de Cali de su país. Un empresario lo ve jugar y se lo lleva a Argentina para integrarse al Quilmes.

### Parma FC y Piacenza
Tras su actuación con la selección juvenil colombiana se fue a Italia, donde jugó por los clubes Parma y Piacenza. 

### América, Santa Fe y Cortuluá
Regresó a Colombia en 2004 para jugar nuevamente con el América, y después en Santa Fe y Cortuluá.

### Sport Boys
En 2007 viajó al Perú para jugar en el Sport Boys del Callao.

### Alianza Lima
Su buen desempeño en el cuadro rosado le permitió fichar polémicamente por Alianza Lima al año siguiente.
En 2008 estuvo en riesgo de ser sancionado debido a que entabló relaciones con 2 clubes peruanos: firmó un preacuerdo con Universitario de Deportes y un contrato oficial con Alianza Lima. El confuso tema estuvo en litigio algunos meses ya que podría ser un acto prohibido por la FIFA. Sin embargo, la Cámara de Conciliación y Resolución de Disputas de la FPF (CCRD) opinó que no habría impedimento para su habilitación, por lo que la Federación Peruana de Fútbol le entregó un carné de campo provisional para que pueda jugar por Alianza. Tuvo una genial Copa Libertadores 2010 haciendo un trío temido con Jose Carlos Fernández y Wilmer Aguirre, donde quedaron eliminados por diferencia de goles tras empatar en Santiago contra Universidad de Chile por los octavos de final de la Copa Libertadores.

### Konyaspor
En junio de 2010, Alianza lo cedió a préstamo por una temporada al Konyaspor de Turquía, equipo que había subido recientemente a la Primera División.

### San Martín
En marzo de 2012, queda como jugador libre debido a las deudas que le tenía Alianza y firma por la Universidad San Martín de Porres. Aquel año jugó la Copa Sudamericana 2012, siendo eliminado por Emelec.

### FBC Melgar
En 2015 firma por el FBC Melgar de Arequipa. El 16 de diciembre de ese mismo año se coronaría campeón del Perú al derrotar por 5-4 en el global a Sporting Cristal.

### Alianza Lima
El 2 de enero del 2016 sería confirmado su regreso a Alianza Lima.

### Sport Boys
A pesar de tener ofertas en Colombia aceptar quedarse en el Perú para jugar y estar de regreso en el Sport Boys. El 10 de septiembre marca doblete para la victoria 3 a 2 sobre Deportivo Hualgayoc saliendo como la figura del partido. Fue campeón de la Segunda División del Perú y el conductor de su equipo. Este el Club donde es hincha confeso

### AD Cantolao
En el 2019 ficha por la Academia Cantolao.

### Sport Chavelines
Después de estar unos meses sin equipo, el 3 de marzo de 2020 se hace oficial la incorporación de Johnnier al Sport Chavelines.

## Selección nacional
Luego de integrar la Selección Colombia en la categoría Sub-20, Montaño debutó en la selección mayor en 1999 durante la Copa América 1999 donde anotaría su único gol con su selección ante Argentina, convirtiéndose en el más joven en anotar en la historia de la Copa América. Jugó en su selección desde 1999 hasta 2003.

### Participaciones enCopas América
| Torneo            | Sede     | Resultado        | PJ | GA | Asis |
| ----------------- | -------- | ---------------- | -- | -- | ---- |
| Copa América 1999 | Paraguay | Cuartos de Final | 3  | 1  | 0    |

## Estadísticas

### Clubes
- Actualizado hasta el 4 de junio de 2015. [9][10][11]

| Club | Div.                | Temporada           | Liga  | Liga  | Liga   | Copas Nacionales (1) | Copas Nacionales (1) | Copas Nacionales (1) | Copas Internacionales (2) | Copas Internacionales (2) | Copas Internacionales (2) | Total | Total | Total  |
| Club | Div.                | Temporada           | Part. | Goles | Asist. | Part.                | Goles                | Asist.               | Part.                     | Goles                     | Asist.                    | Part. | Goles | Asist. |
| --- | ------------------- | ------------------- | ----- | ----- | ------ | -------------------- | -------------------- | -------------------- | ------------------------- | ------------------------- | ------------------------- | ----- | ----- | ------ |
| América de Cali · Colombia                                                                                                |                     |                     |       |       |        |                      |                      |                      |                           |                           |                           |       |       |        |
| 1.ª | 1998                | 4                   | 1     | 0     | -      | -                    | -                    | -                    | -                         | -                         | 4                         | 1     | 0     |        |
| 1.ª | 2004                | 10                  | 2     | 1     | -      | -                    | -                    | 3                    | 1                         | 0                         | 10                        | 2     | 1     |        |
| Total | Total               | 14                  | 3     | 1     | -      | -                    | -                    | -                    | -                         | -                         | 14                        | 3     | 1     |        |
| Quilmes Argentina |                     |                     |       |       |        |                      |                      |                      |                           |                           |                           |       |       |        |
| 1.ª | 1999                | 7                   | 3     | 4     | -      | -                    | -                    | -                    | -                         | -                         | 7                         | 3     | 4     |        |
| Total | Total               | 7                   | 3     | 4     | -      | -                    | -                    | -                    | -                         | -                         | 7                         | 3     | 4     |        |
| Parma F. C. · Italia |                     |                     |       |       |        |                      |                      |                      |                           |                           |                           |       |       |        |
| 1.ª | 1999-00             | -                   | -     | -     | 1      | 0                    | 0                    | 3                    | 0                         | 0                         | 4                         | 0     | 0     |        |
| 1.ª | 2000-01             | 5                   | 0     | 0     | 2      | 1                    | 0                    | 4                    | 2                         | 0                         | 11                        | 3     | 0     |        |
| 1.ª | 2002-03             | 1                   | 0     | 0     | -      | -                    | -                    | -                    | -                         | -                         | 1                         | 0     | 0     |        |
| Total | Total               | 6                   | 0     | 0     | 3      | 1                    | 0                    | 7                    | 2                         | 0                         | 16                        | 3     | 0     |        |
| Hellas Verona (préstamo) · Italia                                                                                         |                     |                     |       |       |        |                      |                      |                      |                           |                           |                           |       |       |        |
| 1.ª | 2001-02             | 10                  | 0     | 0     | 1      | 0                    | 0                    | -                    | -                         | -                         | 11                        | 0     | 0     |        |
| Total | Total               | 10                  | 0     | 0     | 1      | 0                    | 0                    | -                    | -                         | -                         | 11                        | 0     | 0     |        |
| Piacenza (préstamo) · Italia                                                                                              |                     |                     |       |       |        |                      |                      |                      |                           |                           |                           |       |       |        |
| 1.ª | 2002-03             | 11                  | 1     | 1     | 1      | 0                    | 0                    | -                    | -                         | -                         | 12                        | 1     | 1     |        |
| Total | Total               | 11                  | 1     | 1     | 1      | 0                    | 0                    | -                    | -                         | -                         | 12                        | 1     | 1     |        |
| Estudiantes de la Plata Argentina                                                                                         |                     |                     |       |       |        |                      |                      |                      |                           |                           |                           |       |       |        |
| 1.ª | 2003                | 3                   | 0     | 0     | -      | -                    | -                    | -                    | -                         | -                         | 3                         | 0     | 0     |        |
| Total | Total               | 3                   | 0     | 0     | -      | -                    | -                    | -                    | -                         | -                         | 3                         | 0     | 0     |        |
| Independiente Santa Fe · Colombia                                                                                         |                     |                     |       |       |        |                      |                      |                      |                           |                           |                           |       |       |        |
| 1.ª | 2005                | 14                  | 3     | 3     | -      | -                    | -                    | -                    | -                         | -                         | 14                        | 3     | 3     |        |
| Total | Total               | 14                  | 3     | 3     | -      | -                    | -                    | -                    | -                         | -                         | 14                        | 3     | 3     |        |
| Al-Wakrah Catar |                     |                     |       |       |        |                      |                      |                      |                           |                           |                           |       |       |        |
| 1.ª | 2006                | 10                  | 3     | 1     | -      | -                    | -                    | -                    | -                         | -                         | 10                        | 3     | 1     |        |
| Total | Total               | 10                  | 3     | 1     | -      | -                    | -                    | -                    | -                         | -                         | 10                        | 3     | 1     |        |
| Deportes Tolima · Colombia                                                                                                |                     |                     |       |       |        |                      |                      |                      |                           |                           |                           |       |       |        |
| 1.ª | 2006                | 13                  | 3     | 0     | -      | -                    | -                    | -                    | -                         | -                         | 13                        | 3     | 0     |        |
| Total | Total               | 13                  | 3     | 0     | -      | -                    | -                    | -                    | -                         | -                         | 13                        | 3     | 0     |        |
| Sport Boys · Perú |                     |                     |       |       |        |                      |                      |                      |                           |                           |                           |       |       |        |
| 1.ª | 2007                | 35                  | 9     | 9     | -      | -                    | -                    | -                    | -                         | -                         | 35                        | 9     | 9     |        |
| 2.ª | 2017                | 24                  | 6     | 4     | -      | -                    | -                    | -                    | -                         | -                         | 24                        | 6     | 4     |        |
| 2.ª | 2018                | 32                  | 5     | 4     | -      | -                    | -                    | -                    | -                         | -                         | 32                        | 5     | 4     |        |
| Total | Total               | 59                  | 8     | 2     | -      | -                    | -                    | -                    | -                         | -                         | 91                        | 21    | 17    |        |
| Alianza Lima · Perú |                     |                     |       |       |        |                      |                      |                      |                           |                           |                           |       |       |        |
| 1.ª | 2008                | 44                  | 4     | 3     | -      | -                    | -                    | -                    | -                         | -                         | 44                        | 4     | 3     |        |
| 1.ª | 2009                | 41                  | 4     | 1     | -      | -                    | -                    | -                    | -                         | -                         | 41                        | 4     | 1     |        |
| 1.ª | 2010                | 14                  | 3     | 6     | -      | -                    | -                    | 6                    | 1                         | 1                         | 20                        | 4     | 7     |        |
| 1.ª | 2011                | 12                  | 3     | 4     | -      | -                    | -                    | -                    | -                         | -                         | 12                        | 3     | 4     |        |
| 1.ª | 2012                | 10                  | 3     | 2     | -      | -                    | -                    | 3                    | 0                         | 0                         | 13                        | 3     | 2     |        |
| 1.ª | 2016                | 27                  | 1     | 2     | -      | -                    | -                    | -                    | -                         | -                         | 27                        | 1     | 2     |        |
| Total | Total               | 59                  | 8     | 2     | -      | -                    | -                    | 9                    | 1                         | 0                         | 156                       | 17    | 19    |        |
| Konyaspor S.K. Turquía |                     |                     |       |       |        |                      |                      |                      |                           |                           |                           |       |       |        |
| 1.ª | 2010-11             | 18                  | 1     | 2     | 1      | 0                    | 0                    | -                    | -                         | -                         | 19                        | 1     | 2     |        |
| Total | Total               | 18                  | 1     | 2     | 1      | 0                    | 0                    | -                    | -                         | -                         | 19                        | 1     | 2     |        |
| Universidad de San Martín · Perú                                                                                          |                     |                     |       |       |        |                      |                      |                      |                           |                           |                           |       |       |        |
| 1.ª | 2012                | 29                  | 4     | 5     | -      | -                    | -                    | -                    | -                         | -                         | 29                        | 4     | 5     |        |
| 1.ª | 2013                | 30                  | 3     | 8     | -      | -                    | -                    | 2                    | 0                         | 0                         | 32                        | 3     | 8     |        |
| 1.ª | 2014                | 23                  | 1     | 7     | 14     | 1                    | 5                    | -                    | -                         | -                         | 37                        | 2     | 12    |        |
| Total | Total               | 59                  | 8     | 2     | -      | -                    | -                    | 2                    | 0                         | 0                         | 98                        | 9     | 25    |        |
| F. B. C. Melgar · Perú |                     |                     |       |       |        |                      |                      |                      |                           |                           |                           |       |       |        |
| 1.ª | 2015                | 33                  | 0     | 8     | 9      | 0                    | 1                    | 2                    | 0                         | 0                         | 44                        | 0     | 9     |        |
| Total | Total               | 33                  | 0     | 8     | 9      | 0                    | 1                    | 2                    | 0                         | 0                         | 44                        | 0     | 9     |        |
| Academia Cantolao · Perú                                                                                                  |                     |                     |       |       |        |                      |                      |                      |                           |                           |                           |       |       |        |
| 1.ª | 2019                | 18                  | 0     | 1     | 4      | 0                    | 1                    | -                    | -                         | -                         | 22                        | 0     | 2     |        |
| Total | Total               | 18                  | 0     | 1     | 4      | 0                    | 1                    | -                    | -                         | -                         | 22                        | 0     | 2     |        |
| Sport Chavelines · Perú                                                                                                   |                     |                     |       |       |        |                      |                      |                      |                           |                           |                           |       |       |        |
| 2.ª | 2020                | 10                  | 0     | 1     | -      | -                    | -                    | -                    | -                         | -                         | 10                        | 0     | 1     |        |
| Total | Total               | 10                  | 0     | 1     | -      | -                    | -                    | -                    | -                         | -                         | 10                        | 0     | 1     |        |
| Total en su carrera | Total en su carrera | Total en su carrera | 183   | 25    | 6      | 5                    | 1                    | 0                    | 0                         | 0                         | 0                         | 540   | 67    | 85     |
| (1) Las copas nacionales se refiere a la Copa Argentina. (2) Las copas internacionales se refiere a la Copa Sudamericana. |                     |                     |       |       |        |                      |                      |                      |                           |                           |                           |       |       |        |

## Palmarés

### Campeonatos nacionales
| Título                    | Club          | País   | Año  |
| ------------------------- | ------------- | ------ | ---- |
| Supercopa de Italia       | Parma F.C.    | Italia | 1999 |
| Primera División del Perú | F.B.C. Melgar | Perú   | 2015 |
| Segunda División del Perú | Sport Boys    | Perú   | 2017 |

### Torneos cortos
| Título          | Club          | País | Año  |
| --------------- | ------------- | ---- | ---- |
| Torneo Clausura | F.B.C. Melgar | Perú | 2015 |

### Distinciones individuales
- En la Copa América 1999, Montaño se convirtió en el futbolista más joven de la historia en anotar un gol en la competición. Su tanto selló el 3-0 de Colombia sobre la selección Argentina, y lo marcó teniendo 16 años, 5 meses y 147 días.

| Distinción                                                                                 | Año  |
| ------------------------------------------------------------------------------------------ | ---- |
| Joven más destacado del Torneo Esperanzas de Toulon                                        | 1999 |
| Mejor gol de la temporada en Perú (Sport Boys 3-0 Cristal)                                 | 2007 |
| Mejor mediocampista en el Perú.                                                            | 2009 |
| Mejor jugador extranjero en el Perú.                                                       | 2009 |
| Máximo asistidor del Campeonato Descentralizado                                            | 2014 |
| Incluido en el equipo ideal del Torneo del Inca según el portal periodístico DeChalaca.com | 2014 |